# Kplang (Volk)
Die Kplang sind ein Volk in Ghana und Togo, die auch Kplan oder Prang genannt werden. 
Die Kplang leben südlich des Volta-Stausees und südlich des Siedlungsgebietes der Chumburung.
Die Kplang gehören zur Nord-Guang Volksgruppe, da sie die Sprache Kplang als Muttersprache sprechen.